# 程本立
程本立（？—1402年），字原道，號巽隱，江浙行省嘉興路崇德州（今浙江省桐鄉市）人，明朝政治人物。
程本立為程頤之后人。洪武年間，明太祖朱元璋表彰其孝以及才能，后舉明經，任秦府引禮舍人。后省母丁憂，服除后，任周府禮官，跟從周王抵達開封。洪武二十年，任周府長史，卻因連坐被貶為雲南馬龍他郎甸長官司吏目。當時土酋施可伐煽動百夷作亂，其單騎入內，勸導道理，使各路土酋歸順。之後不久再次動亂。西平侯沐英、布政使張紞知道程本立的才能，命其行縣典兵事，一邊撫順一邊防禦。他從楚雄、姚安抵大理、永昌鶴慶、麗江等地，使得民眾安居樂業。洪武三十一年，上奏京師。大學士董倫、府尹向寶舉薦后，程本立進入翰林，參與修纂《明太祖實錄》，之後升任右僉都御史。
建文三年（1401年），因坐失陪祀，被貶官、仍然保留翰林纂修身份。《明太祖實錄》製成后，出為江西按察使副使，未赴任，燕兵已經進入。程本立自縊而亡。